# 水面漫步
〈水面漫步〉是美國饒舌歌手阿姆與碧昂絲合作演唱的歌曲，收錄於阿姆第九張錄音室專輯《風雲再起》中，作為專輯主打曲由結果娛樂、痞子唱片和新視鏡唱片於2017年11月10日發行。歌曲由阿姆、史蓋拉·葛蕾和碧昂絲共同創作，並由瑞克·魯賓和史蓋拉·葛蕾製作。
這首歌在澳洲、愛爾蘭、蘇格蘭、瑞典、瑞士和英國的音樂排行榜上名列前茅，並在奧地利、法國、德國、匈牙利、黎巴嫩、紐西蘭、挪威和美國排名前20。該音樂錄影帶獲得2018年MTV音乐录影带大奖的最佳視覺效果提名。

## 背景與製作

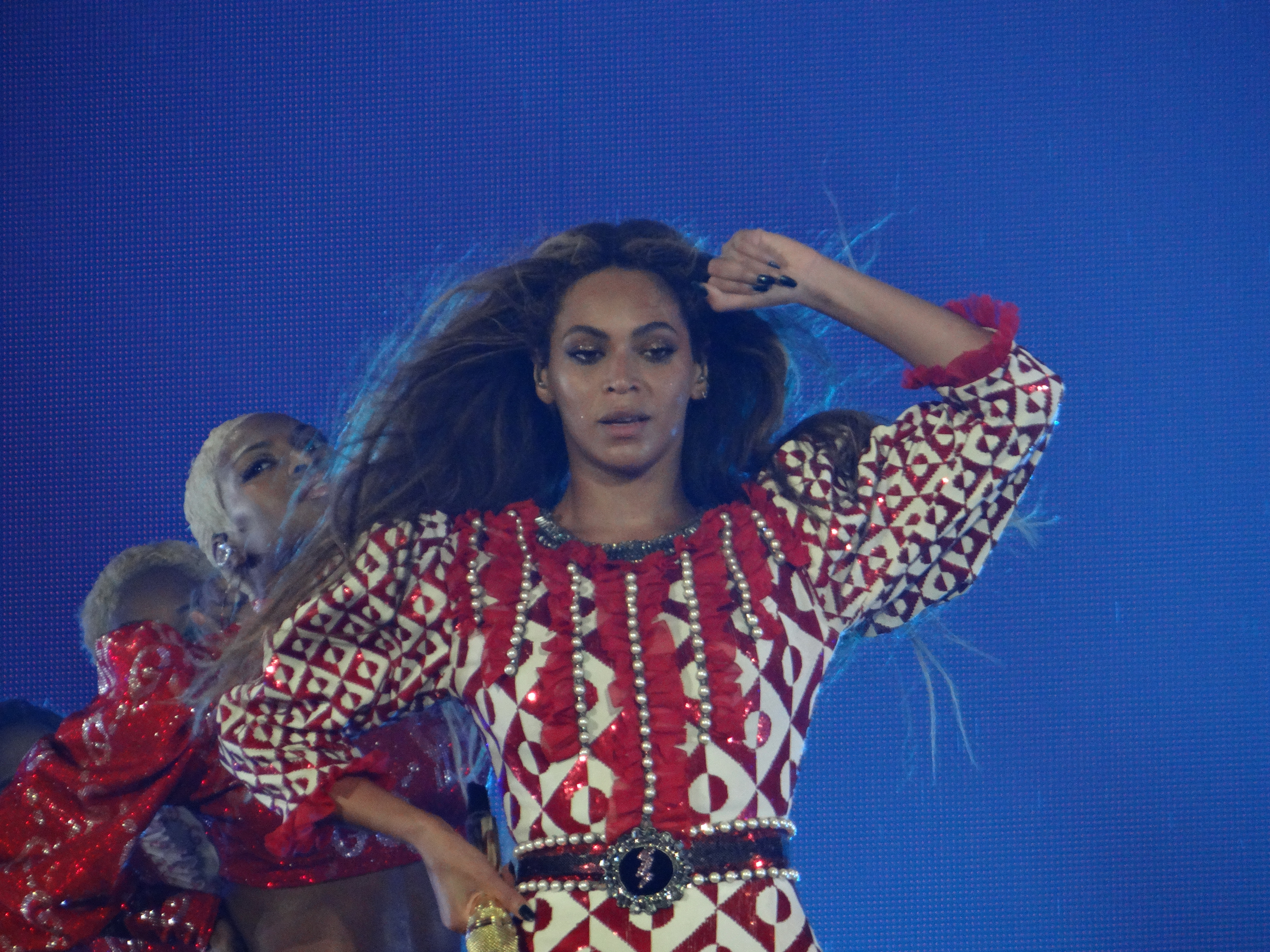
碧昂絲擔任這首歌的伴唱。

這首歌最初是源自是史蓋拉·葛蕾的一個歌曲構想。她曾經創作了阿姆在2010年發行的熱門歌曲〈喜歡你說謊的樣子〉。。當阿姆在與瑞克·魯賓共事時偶然注意到這份歌曲構想，立即就被其旋律和歌詞迷住了。此前，魯賓和阿姆一直在討論當時饒舌界的現狀，而阿姆對含糊饒舌的流行特別不滿，並將這種感覺融入在音樂中。魯賓隨後對杰斯演奏了這首歌，杰斯也讓他的妻子碧昂絲唱了歌曲的副歌。單曲發行後，葛雷在Twitter上寫道：「這就是我從六歲起一直在努力撰寫的歌曲。每次我寫一首歌，我都希望它會這麼好。我真的為我創作的一切感到自豪，但這是我心中最佳的作品。」

## 評價
〈水面漫步〉得到評論家褒貶不一的評價。Pitchfork的傑森·格林（Jayson Greene）將這首歌描述為一首「不快活的強力民謠，將輕柔低吟的旋律與不斷升級的憤怒、口水主歌相結合。」

## 發行
2017年11月8日，阿姆在Twitter上發布了一張醫師處方箋的照片，上面寫著「『水面漫步』，按需服用」，紙上亦貼有專輯的標誌。這引起人們的猜測—第一首單曲將命名為〈水面漫步〉。11月9日，保羅·羅森堡（Paul Rosenberg）在Instagram上分享了一段影片，其中宣傳《風雲再起》的代言人崔弗·諾亞證實了這首歌：「你將能在北美东部时区中午與《風雲再起》一起漫步水面」。11月11日，歌曲的音頻影片上傳到阿姆的YouTube頻道。截至2021年7月，影片已累積6219萬次觀看。

## 音樂錄影帶
2017年12月23日，這首歌的音樂錄影帶在Apple Music和阿姆的官方Vevo頻道上獨家發布。錄影帶由美國導演理查·「里奇」·李操刀，他曾執導過阿姆的〈沒在怕〉、〈饒舌天神〉、〈怪獸〉和〈非凡〉等錄影帶。雖然擔任伴唱，但碧昂斯沒有出現在錄影帶中。該音樂錄影帶獲得2018年MTV音乐录影带大奖的最佳視覺效果提名。截至2021年7月19日，該錄影帶的觀看次數已超過7250萬次，點讚數達到120萬。
錄影帶以一束照射在麥克風架的細長冷光起頭，阿姆坐在旁邊哀嘆著，接著起身拿起麥克風。在第二節副歌期間，周圍的燈光慢慢亮起，禮堂的面目才顯露出來。鏡頭又切換到某個房間，裏頭阿姆的複製人一排排的坐在書桌前打著打字機。接著畫面呈現禮堂的縮時攝影，時間不停流逝，座席上的觀眾也不斷的穿梭移動。當阿姆在不同的角色間拉扯時，禮堂開始下雪，粉絲們也在第三節主歌離開。其後阿姆走在一片荒蕪的冰原上。他發現一尊被布覆蓋著的巨大雕像，並慎重地將布拉下。回到打字機房，阿姆正填寫〈屎蛋〉的歌詞稿，然後將稿紙從打字機中拉出，朝著鏡頭吆喝道：「婊子，我寫了〈屎蛋〉！」結束。

## 現場演出
阿姆於2017年11月12日在當年的MTV歐洲音樂大獎上首次演唱這首歌，並由歌曲製作人兼作家史蓋拉·葛蕾擔任伴唱。兩人亦在11月18日的《週六夜現場》表演了這首歌，及阿姆之前的歌曲〈屎蛋〉和〈喜歡你說謊的樣子〉。

## 商業成績
在美國，〈水面漫步〉初次登上《告示牌》百强单曲榜的排名為第14名，成為阿姆和碧昂絲各自進入百强单曲榜的第57支單曲。與瑪丹娜和滚石乐队並列榜單上第19多的紀錄。它還以64,000次的下載數在《告示牌》數位歌曲榜上排名第二，在串流歌曲榜上以1830萬次播放位列第15名。
這首歌在英國單曲排行榜上排名第七，成為阿姆第28次，和碧昂絲的第35次進入該榜國前十名的單曲。在澳洲，這首歌在澳大利亚唱片业协会榜上排名第十，成為阿姆自2013年〈怪獸〉以來第一首，和第13首進入該榜前十名的歌曲，以及碧昂絲自2011年〈Run the World (Girls)〉以來第一首，及第22首進入該榜前十名的歌曲。在其他地區，這首歌在爱尔兰单曲榜上排名第八；在瑞典排名第九；在蘇格蘭排名第四。

## 獲獎與提名
| 年份 | 典禮              | 獎項         | 結果 |
| ---- | ----------------- | ------------ | ---- |
| 2018 | MTV音樂錄影帶大獎 | 最佳視覺效果 | 提名 |

## 參與人員
人員名單出自《風雲再起》專輯內頁說明。
錄音地點
- 錄製：美國底特律雕像工作室（Effigy Studios）和馬里布香格里拉工作室（Shangri La Studio）
- 混音：美國北好萊塢拉拉比聲音工作室（英语：Larrabee Sound Studios）
- 鋼琴：美國猶他州帕克城灰熊莊園工作室（Grizzly Manor Studios）

人員
- 阿姆 – 主唱、 詞曲作者
- 碧昂絲 – 伴唱
- 史蓋拉·葛蕾 – 詞曲作者、聯合製作人、鋼琴
- 瑞克·魯賓 – 製作人、 唱機轉盤
- 麥克·斯特蘭奇 – 錄音工程師
- 喬·斯特蘭奇 – 錄音工程師
- 傑森·拉德（英语：Jason Lader） – 錄音工程師、貝斯、鼓編程員、穆格電子琴、合成器、弦樂編曲
- 斯圖爾特·懷特 – 錄音工程師
- 羅布·比塞爾 – 助理工程師、數位編輯
- 約翰尼·伯里克 – 助理工程師、數位編輯
- 托尼·坎帕納 – 助理工程師
- The Section Quartet（英语：The Section Quartet） – 弦樂
  - 艾瑞克·戈爾芬（英语：Eric Gorfain） – 小提琴
  - 理查德·多德（英语：Richard Dodd） – 大提琴
  - 達芙妮·陳 – 小提琴
  - 利亞·卡茨 – 中提琴
- 曼尼·馬羅奎因（英语：Manny Marroquin） – 混音
- 布萊恩·加德納（英语：Brian "Big Bass" Gardner） – 母帶工程師

## 榜單與認證
| 榜單（2017年）                          | 峰值 |
| --------------------------------------- | ---- |
| 澳大利亚（澳大利亚唱片业协会單曲榜）    | 10   |
| 奥地利（Ö3四十强单曲榜）                | 13   |
| 比利时佛兰德（Ultratop五十强单曲榜）    | 32   |
| 比利时瓦隆（Ultratop五十强单曲榜）      | 49   |
| 加拿大（Canadian Hot 100）              | 22   |
| 捷克（電台百強單曲榜）                  | 95   |
| 捷克（百強數位單曲榜）                  | 27   |
| 丹麥（Hitlisten单曲榜）                 | 24   |
| 法国（法國唱片出版業公會單曲榜）        | 73   |
| 德国（德國官方單曲榜）                  | 16   |
| 匈牙利（四十強單曲榜）                  | 19   |
| 匈牙利（四十強串流榜）                  | 20   |
| 愛爾蘭（愛爾蘭唱片音樂協會单曲榜）      | 8    |
| 以色列（媒體森林）                      | 1    |
| 意大利（意大利音乐产业联盟单曲榜）      | 22   |
| 黎巴嫩（黎巴嫩官方二十強榜）            | 13   |
| 荷兰（荷蘭四十強單曲榜）                | 24   |
| 荷兰（百强单曲榜）                      | 22   |
| 新西兰（新西兰唱片音乐协会单曲榜）      | 18   |
| 挪威（世道單曲榜）                      | 16   |
| 菲律賓（告示牌菲律賓）                  | 84   |
| 葡萄牙（葡萄牙唱片業協會单曲榜）        | 24   |
| 蘇格蘭（官方榜单公司單曲榜）            | 4    |
| 斯洛伐克（百強數位單曲榜）              | 19   |
| 瑞典（瑞典最熱榜）                      | 7    |
| 瑞士（瑞士热门音乐榜）                  | 5    |
| 英國（官方榜单公司單曲榜）              | 7    |
| 美国（《告示牌》百大單曲榜）            | 14   |
| 美國（《告示牌》Hot R&B/Hip-Hop Songs） | 6    |
| 美國（《告示牌》Rhythmic Songs）        | 23   |

| 地區                         | 认证 | 认证单位/销量 |
| ---------------------------- | ---- | ------------- |
| 加拿大（加拿大音乐协会）     | 白金 | 80,000‡       |
| 意大利（意大利音乐产业联盟） | 金   | 25,000‡       |
| 瑞典（瑞典唱片業協會）       | 金   | 20,000‡       |
| 英国（英国唱片业协会）       | 银   | 200,000‡      |
| ‡僅含認證的+實際銷量         |      |               |

## 發行歷史
| 地區   | 日期           | 格式         | 唱片公司                                     | 註腳   |
| ------ | -------------- | ------------ | -------------------------------------------- | ------ |
| 多國   | 2017年11月10日 | 數位下載     | 結果  痞子  新視鏡 | [ 50 ] |
| 美國   | 2017年11月14日 | 當代節奏電台 | 結果  痞子  新視鏡 | [ 51 ] |
| 美國   | 2017年11月14日 | 當代流行電台 | 結果  痞子  新視鏡 | [ 52 ] |
| 義大利 | 2017年11月17日 | 當代流行電台 | 环球音乐集团                                 | [ 53 ] |
| 英國   | 2017年11月17日 | 當代流行電台 | 寶麗多                                       | [ 54 ] |

## 外部鏈結
- YouTube上的音頻影片